# Owoł
Owoł (1610 m n.p.m.) – szczyt w południowo-zachodniej części Gorganów, które są częścią Beskidów Wschodnich. Szczyt ten znajduje się na północny wschód od przełęczy zwanej Niemiecka Polana (1177 m n.p.m.).